# Jeffrey Hammond
Jeffrey Hammond (Blackpool, 30 de julho de 1946), às vezes creditado como Jeffrey Hammond-Hammond, foi baixista da banda britânica Jethro Tull. Um dos vários integrantes do grupo vindos de Blackpool, na Inglaterra, ele conheceu Ian Anderson ainda na escola, aos 17  anos de idade, eventualmente formando uma banda com ele e os futuros integrantes do Jethro Tull, John Evan e Barriemore Barlow. Jeffrey  adotou o sobrenome "Hammond-Hammond" como uma brincadeira, uma vez que tanto o nome de seu pai e o nome de solteira de sua mãe eram os mesmos.  Ele também brincou em entrevistas que sua mãe desafiadoramente optou por manter o nome de solteira, como fez Eleanor Roosevelt.
Depois de deixar a escola secundária, Hammond optou por estudar pintura ao invés de continuar com a música, mas acabou sendo convencido a entrar para o Tull em 1971. Durante a época de vestimentas dramáticas da banda nos shows ele começou a usar um terno preto e branco listrado e a tocar um baixo de cores similares. Isto se tornou sua marca registrada e uma das atrações da performance de Thick as a Brick ao vivo. Jeffrey queimou a roupa em 1975 após sua saída do Jethro Tull. 

## Obra
Ele participou dos seguintes álbuns:
- Aqualung (1971)
- Thick as a Brick (1972)
- Living in the Past (1972)
- A Passion Play (1973)
- War Child (1974)
- Minstrel in the Gallery (1975)